# Station Vlissingen Stad

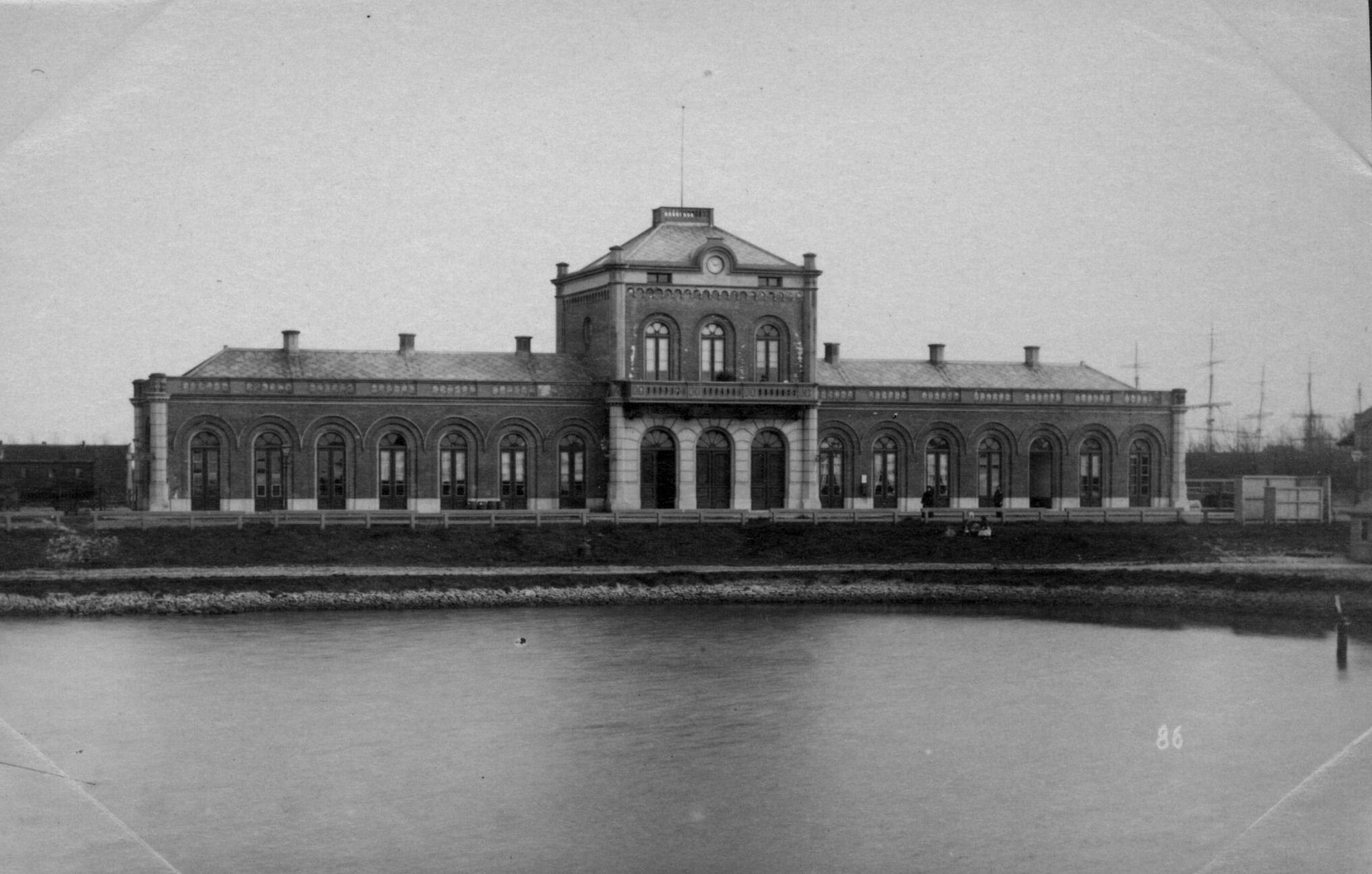
Station Vlissingen Stad in 1880

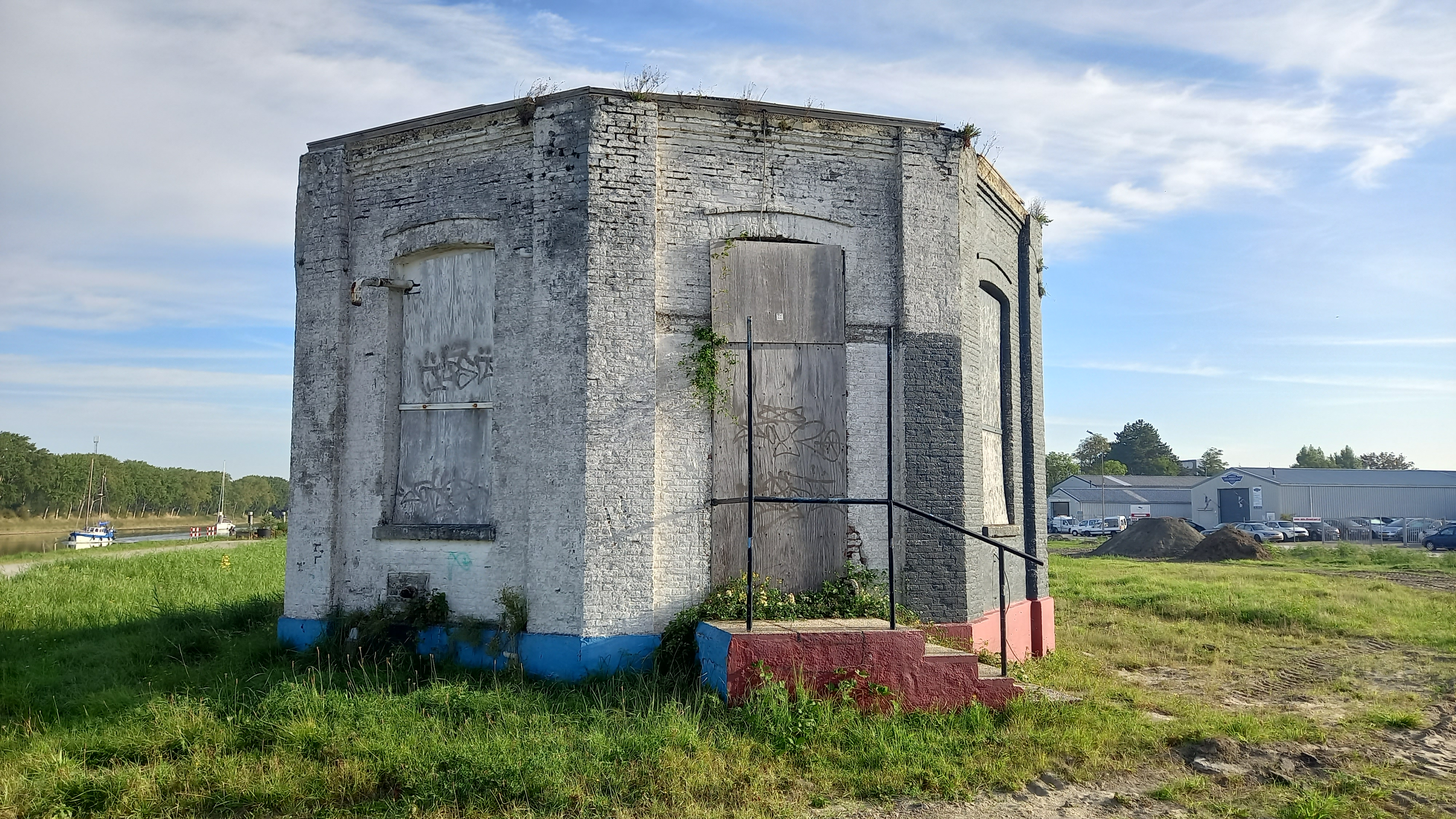
Resten van het watergebouw van station Vlissingen-Stad

Station Vlissingen Stad is een voormalig station van de Zeeuwse Lijn dat dichter bij de stad lag dan het tegenwoordige station, dat toen Vlissingen Haven heette. Station Vlissingen Stad was open van 1 november 1872 tot 18 juli 1894. 
In 1894 werd de hoofdspoorlijn verlegd naar station Haven, dat daarna station Vlissingen genoemd werd. Het gebouw heeft nog vele decennia als woning gediend, totdat het in de Tweede Wereldoorlog beschadigd raakte.
De onderste verdieping van het watergebouw (watertoren) van het station is het enige nog bestaande overblijfsel van het station.